# Airbus Beluga XL
El Airbus Beluga XL (Airbus A330-700L) es un gran avión de transporte que entró en servicio en 2019. Se basa en el avión de pasajeros Airbus A330-200, para ser el sucesor del Airbus Beluga. El Beluga XL tiene una extensión en la parte superior del fuselaje como el Beluga. Está siendo diseñado, construido y será operado por Airbus Transport International para mover los componentes de aeronaves sobredimensionadas que fabrica Airbus. De 6 aeronaves planeadas ya han sido finalizadas las 6.

## Desarrollo
En 2013, los cinco Belugas originales no podían hacer frente al crecimiento de la producción. Airbus evaluó los aviones Antonov An-124 y An-225, los Boeing C-17 y Dreamlifter, o el A400M antes de elegir modificar uno propio.
El programa se lanzó en noviembre de 2014 para construir cinco nuevos aviones con el objetivo de reemplazar los cinco Belugas existentes. El diseño definitivo se anunció el 16 de septiembre de 2015.

### Flota
Los Belugas existentes no serán retirados de servicio con la introducción del Beluga XL. Se estima que una flota mixta opere durante al menos cinco años, ya que se espera que una mayor necesidad de transporte de partes de avión debido al aumento de la tasa de producción de aviones de pasillo único.
La flota actual de Belugas voló más de 8.000 horas en 2017, el doble que en 2014. La flota de Beluga se encuentra en la mitad de su vida útil, otro operador podría usarlos para aplicaciones logísticas civiles o militares.
La flota de Beluga se elevará a ocho cuando se entreguen los tres primeros XL y éstos vuelen junto con los cinco Beluga originales hasta ser retirados en el 2021.
La flota original de Beluga está llegando a su límite, volando cinco veces al día y seis días a la semana: 10.000 horas en 2017, mientras que algunas partes se mueven en la superficie.
Un Beluga original toma el triple de tiempo para mover las piezas del A330 en comparación con las partes de un A320, subiendo nueve veces para las piezas del A350.

### Producción
El fuselaje inferior de la aeronave se ensamblará en la línea de ensamblaje final del A330, y luego se trasladará a otra instalación para el proceso de ensamblaje del fuselaje superior y el fuselaje hundido de un año. La primera sección llegó a Toulouse en noviembre de 2016. El ensamblaje final comenzó el 8 de diciembre de 2016.  Las primeras secciones grandes: una central y dos paneles laterales de la sección trasera, llegaron el 12 de abril de 2017 en la instalación de Ensamblaje final de Toulouse (L34) desde la fábrica de Aernnova en Berantevilla, España.
Construido por Stelia Aerospace en Meaulte, su sección de nariz de 12 × 4 m y 8,2 t se entregó en mayo de 2017.  El 7 de julio de 2017, Stelia Rochefort entregó la pieza del fuselaje frontal superior de 9 m de ancho, 8 m de largo y alto y 2,1 t de encuadre de la puerta de carga. La puerta de 3,1 t, 10 m de largo y 8 m de altura fue entregada por Stelia Rochefort en septiembre de 2017.
En octubre de 2017, el 75 % del primer Beluga XL se completó con la integración de los elementos ya recibidos. Su primer vuelo fue el 19 de julio de 2018 antes de 10 meses de pruebas de vuelo necesarias para su campaña de certificación y entrada en servicio en 2019. El segundo avión ingresará a la línea de ensamblaje final en diciembre y los tres restantes cada año siguiente.
Después de acoplar la aleta vertical, el cono de cola y el estabilizador horizontal, incluidas las superficies verticales exteriores, la puerta principal de carga se conectará desde mediados de noviembre antes del encendido a fines de 2017. La campaña de prueba de vuelo utilizará un único avión instrumentado. La puerta de carga delantera se adjuntó en diciembre de 2017. En enero de 2018, el segundo llegó a Toulouse para su transformación, menos de dos meses después de las lecciones aprendidas del primero.

### Pruebas
El primer Beluga XL salió de la línea de ensamblaje el 4 de enero de 2018, sin pintar y sin motores. Se planean menos de 1000 horas de prueba de vuelo para su campaña de certificación. Después de ajustar sus motores, se probará durante meses para evaluar el funcionamiento de sus sistemas. Los bancos de pruebas se realizarán entre Toulouse y Hamburgo, en simuladores de vuelo y en laboratorios. Se simularán cargas de vuelo en copias a gran escala de uniones específicas entre la burbuja superior y el fuselaje inferior. Luego de obtener la certificación el avión estará preparado para los vuelos.
En marzo de 2018, el primero (MSN1824) tenía sus motores instalados mientras que el segundo (MSN1853) tenía un 30 % de conversión. Después de verificar con éxito el tren de aterrizaje y el control de vuelo, el MSN1824 fue probado en tierra y combustible. El tercero comenzará su conversión antes de finales de 2018. MSN1853 estará operativo por primera vez en 2019 después de probar el trabajo en 11 estaciones europeas, mientras que la instrumentación de vuelo MSN1824 será desmontada. Fue lanzado con sus motores pero sin winglets en abril de 2018.
Pasó la prueba de vibración de tierra a principios de junio de 2018, con ONERA y DLR midiendo su comportamiento dinámico en comparación con los modelos teóricos de envolvente de vuelo. Luego de eso comenzará un programa de prueba de vuelo de 600 horas. El segundo tenía su fuselaje inferior completado a mediados de junio antes del trabajo estructural de la cubierta superior y la instalación de la puerta de carga después del verano para una finalización en septiembre u octubre.

### Diseño
Con un 30 % más de capacidad que el Beluga existente, puede transportar dos alas del A350 XWB en lugar de una. El nuevo avión es 6 metros más largo y un metro más ancho que su antecesor, y podrá levantar una carga útil de seis toneladas más pesada. Su sección de popa se basa en el A330-300, mientras que su delantero en el A330-200 por razones de centro de gravedad, y el suelo reforzado y la estructura proviene de la -200F. Las alas del A330, el tren de aterrizaje principal, el fuselaje central y trasero forman una plataforma semi-construida con pocos sistemas, sin el fuselaje superior de popa mientras que el fuselaje central superior está cortado, facilitado por la construcción de metal. La bodega de carga ampliada se monta en tres meses con 8000 piezas nuevas en la línea de unión.
El asimiento sin presión comienza con la cola adaptada por Aernnova de España y continúa construyendo el fuselaje superior con dos paneles laterales y una corona para cada sección, para un diámetro máximo de 8,8 m. Producida por Stelia Aerospace, su puerta principal de carga tiene 24 pestillos y la nariz incluye la cabina, mientras que Airbus proporciona una sección de mensajería para cuatro asientos. Su estabilizador vertical es 50 % más grande, tiene aletas auxiliares en el estabilizador horizontal, dos aletas ventrales debajo del empenaje. 
Funcionará a Mach 0,69 hasta 35 000 pies de altura y su alcance será de 2300 nm en lugar de las 900 nm del Beluga original. Deharde Aerospace y el grupo P3 proporcionan el fuselaje superior, mientras que Aciturri produce la extensión del plano de cola horizontal, aletas auxiliares y ventrales.

## Especificaciones (A330-700L)
Referencia datos: Airbus

### Características generales
- Tripulación: 2 pilotos (+ un jefe de carga en la nueva versión del Beluga)
- Carga: 47 000 kg
- Longitud: 63,1 m
- Envergadura: 60,3 m
- Altura: 18,9 m
- Superficie alar: 361,6 m2
- Peso vacío: 86 000 kg
- Peso máximo al despegue: 227 000 kg
- Planta motriz: 2× turbofán Rolls-Royce Trent 700.
  - Empuje normal: 316 kN de empuje cada uno.
- Ancho de cabina: 4,07 m
- Diámetro del fuselaje: 8,8 m en el compartimento de carga
- Peso máximo de aterrizaje: 187 t
- Peso máximo sin combustible: 178 t
- Capacidad de combustible: 23 860 / 32 250 /34 430 litros

### Rendimiento
- Velocidad máxima operativa (Vno):  (Mach 0,86)
- Alcance: 4074 km (2200 nmi; 2531 mi) con una carga de 48 t.

### Desarrollos relacionados
- Airbus A330
- Airbus A330 MRTT

### Aeronaves similares
- Aero Spacelines Super Guppy
- Boeing 747 Large Cargo Freighter
- Antonov An-225
- Airbus A300-600ST

### Secuencias de designación
- Aviones civiles de Airbus: A220 · A300 · A300-600ST · A310 · A318 · A319 · A320 · A321 · A330 · A330-700L · A340 · A350 · A380